# Andreas Matthäus Wolfgang

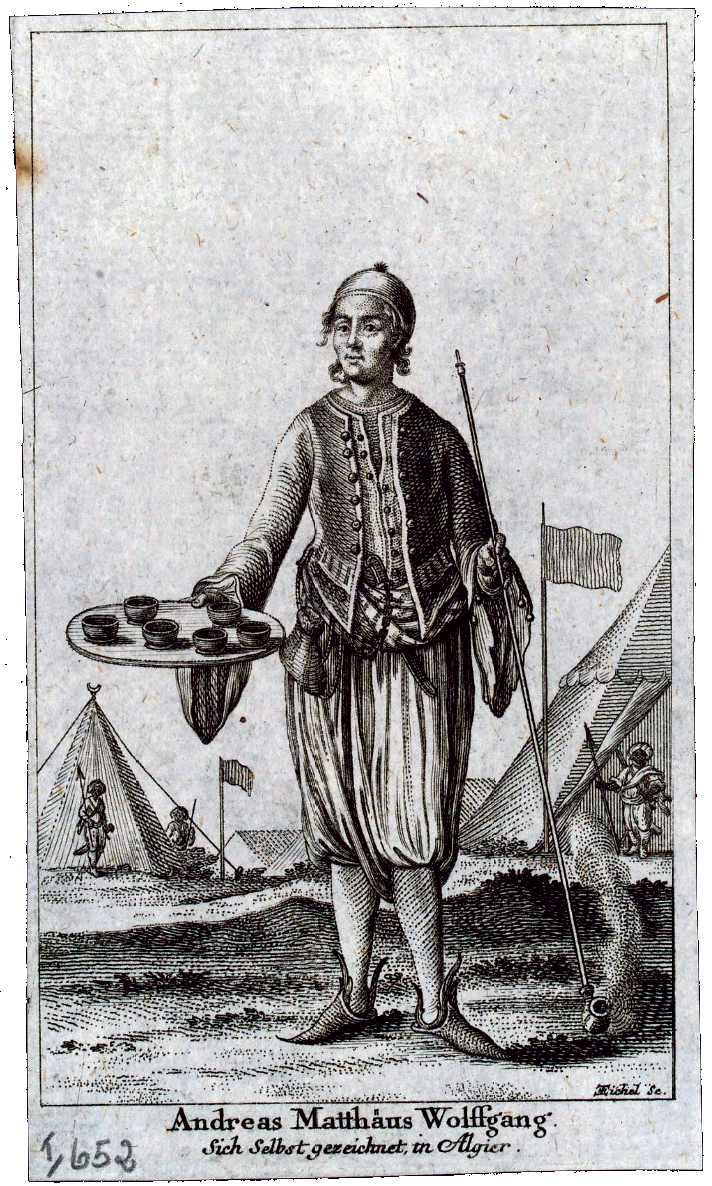
Selbstporträt des Andreas Matthäus Wolfgang in Algier

Andreas Matthäus Wolf(f)gang (* 1660 in Augsburg; † 1736 ebenda) war ein deutscher Kupferstecher.

## Leben
Andreas Matthäus Wolfgang war der jüngere Sohn des Kupferstechers Georg Andreas Wolfgang d. Ä. und wurde von seinem Vater unterrichtet. Zur weiteren Ausbildung wurde er von seinem Vater zusammen mit seinem Bruder Johann Georg nach England geschickt. Auf der Rückreise wurden beide von algerischen Seeräubern gefangen genommen und 1684 als Sklaven verkauft. Nachdem der Vater ein Lösegeld gezahlt hatte, kehrten sie nach Augsburg zurück. Dort ließ sich Andreas Matthäus als Kupferstecher nieder. Er stach überwiegend Porträts, u. a. das des Markgrafen von Ansbach, sowie eine Serie von Personen aus der Zeit seiner algerischen Gefangenschaft. Seine Söhne Gustav Andreas und Christian wurden Kupferstecher und Maler.